# Стадион МАЦ
Стадион МАЦ (мађ. Stadion Magyar AC, Margitszigeti Sportpálya) је данас вишенаменски стадион на Маргитсигету у Будимпешти, у Мађарској. „Спортски терен Маргитсигет” је био спортски терен који је некада служио као фудбалско игралиште на месту данашњег Атлетског центра Маргитсигет, где је 11. јула 1903. године фудбалска репрезентација Мађарске победила репрезентацију Аустрије резултатом 3-2 пред 700 гледалаца.

## Ранија имена
- Маргитсигет (Margit-sziget)[3]
- Утерестадион (Úttörőstadion)
- Атлетски центар Маргитсигет (Margitszigeti Atlétikai Centrum)
- Стадион МАЦ (MAC Stadion)

## Историја
Стадион је од самог почетка био уско повезан са спортским друштвом Мађарски атлетски клуб. Клуб је себи поставио задатак популаризације атлетике, али је удружење, које је почело револуционарним реформама у области спорта, под тадашњим концептом атлетике укључивало рвање, бокс, бициклизам, пливање, мачевање, игре лоптом. 
Плаво-жути фудбалски тим (Мађарски атлетски клуб), радећи под управом енглеског тренера Харија Перија, укључио се у групу оснивача фудбала 1898. године. Клуб је одиграо свој први званични меч исте године, сусретом МАК-а и Миеђетема (1:4). Први међународни меч на овом игралишту био је меч МАК-Славија (1-3). У мађарском друголигашком првенству које је почело 1901. клуб је на овом игралишту био домаћин и учествовао је на друголигашким такмичењима, док је 1902. уместо првенствених, имао за циљ да образује млађе нараштаје и негује међународне односе. Године 1903. већ је био члан прве дивизије, али је на крају године успео да избегне испадање само победом у класификационим мечевима против УТЕ.
Данашњи спортски центар је погодан за фудбал, бављење свим атлетским дисциплинама и тенисом. Њена додатно изграђена сала за мачевање се налази на територији Националне коњичке дворане, а њени рвачи тренирају у Националној гимназији. Кућа за веслање на води је изграђена у будимском огранку острва Маргитсигет. Године 1993., хокејашко одељење Непштадион Сабадиде Еђешилет (НСЕ) придружило се МАК-у, који је од тада радио под именом МАК-Непстадион, затим МАК Будимпешта. Године 2011. одељење за хокеј на леду се одвојило од МАЦ-а и основана је Академија хокеја на леду МАЦ Будимпешта.
| Датум         | Врста утакмице       | Противник | Резултат | Број гледалаца |
| ------------- | -------------------- | --------- | -------- | -------------- |
| 11. јун 1903. | Пријатељска утакмица | Аустрија  | 3 : 2    | 700            |